# Шангајски метро
Шангајски метро (кин: 上海地铁; пин: Shànghǎi Dìtiě) је систем градског превоза електричном железницом који делује како над, тако и испод земље на подручју града Шангаја, повезујући при томе Шангај и са кинеском покрајином Ђангсу.
Шангај је трећи по реду град у континенталној Кини (после Пекинга и Тјенцина) у коме је отворен метро. Прва линија Шангајског метроа отворена је 28. маја 1993. године.

## Опис
Шангајски метро поседује 19 линија и 506 станица. Тренутно је други по дужини мреже метро на свету (не узимајући у обзир железнице Маглев и Џиншан које су често укључене у мапу метроа иако му не припадају).
Број вагона метроа дошао је до 5000 у јулу 2018. године.
У децембру 2020. године, број вагона дошао је до 7000, с тим да је посљедњих 1000 вагона било испоручено за само шест мјесеци.
- Схема линија Шангајског метроа
- Развој Шангајског метроа (1993-2019)

## Компаније
Шангајским метроом управљају четири компаније које су огранци компаније Shanghai Metro Operation Co., Ltd:
- Shanghai No.1 Metro Operation Co., Ltd. управља линијама 1, 5, 9 и 10.
- Shanghai No.2 Metro Operation Co., Ltd. управља линијама 2, 11 и 13.
- Shanghai No.3 Metro Operation Co., Ltd. управља линијама 3, 4, 7 и 21 (још није отворена).
- Shanghai No.4 Metro Operation Co., Ltd. управља линијам 6, 8 и 12.

## Галерија
- Платформска покретна врата на станицама
- Воз линије 7
- Воз на надземном делу (линија 3)
- Платформа на станици линије 10